# Henri Dorgères
Henri-Auguste d'Halluin, dit Henri Dorgères, né le 6 février 1897 à Wasquehal (Nord) et mort le 22 janvier 1985 à Yerres (Essonne), est un homme politique et syndicaliste français.
Il est le fondateur des Comités de défense paysanne, groupe fascisant de l'entre-deux-guerres. On parle de « dorgérisme », ses partisans étant les « dorgéristes ».

## Éléments personnels

### Famille
Il est le fils de Léon Auguste Joseph d'Halluin, originaire de Mouvaux, installé à Wasquehal après son mariage et où il possédait une boucherie, et de Clotilde Marie Leveugle. Leur maison possédait une grande étable avec un cheval appelé Bijou, utilisé pour le commerce. Il suit l'enseignement primaire à l'école laïque du Capreau et reçoit le prix départemental au certificat d'études primaires. Son père décède en 1909 et il aide sa mère à tenir la boucherie. Cette dernière emprunte de l'argent pour subvenir à leurs besoins mais il ne peut poursuivre ses études que grâce à une bourse au lycée de Tourcoing, où la Première Guerre mondiale le surprend. Son grand-père, Daniel Leveugle était républicain[Quoi ?].

### Première Guerre mondiale
Il est fait prisonnier à trois reprises et notamment en janvier 1918 alors qu'il tente de passer aux Pays-Bas. Il est alors condamné et emprisonné à la forteresse de Bruges en février 1918. Il s'évade en octobre et parvient, à la faveur du désordre, à regagner les lignes alliées. Cette action lui vaut la Croix de guerre.

### Entre-deux-guerres
Il passe son baccalauréat ès lettres, et s'oriente vers une carrière juridique et suit pendant deux ans des études de droit. Alors qu'il travaille comme publiciste à Wasquehal, il se marie à Lille le 23 avril 1921, avec Cécile Cartigny et entre la même année au Nouvelliste de l'Ouest à Rennes. Il s'installera définitivement en Ille-et-Vilaine à compter de 1922, et y découvre les difficultés de la condition paysanne, dont il devient aussitôt un défenseur convaincu. À partir de 1925, Henri d'Halluin est rédacteur au quotidien catholique Le Nouvelliste de Bretagne puis directeur du Progrès agricole de l'Ouest, dont il fera un important journal professionnel. C'est alors qu'il prend le pseudonyme de Dorgères pour signer ses articles. Ses adversaires l'ont présenté à ses débuts comme un sympathisant de l'Action française.

### Fondation des Comités de défense paysanne

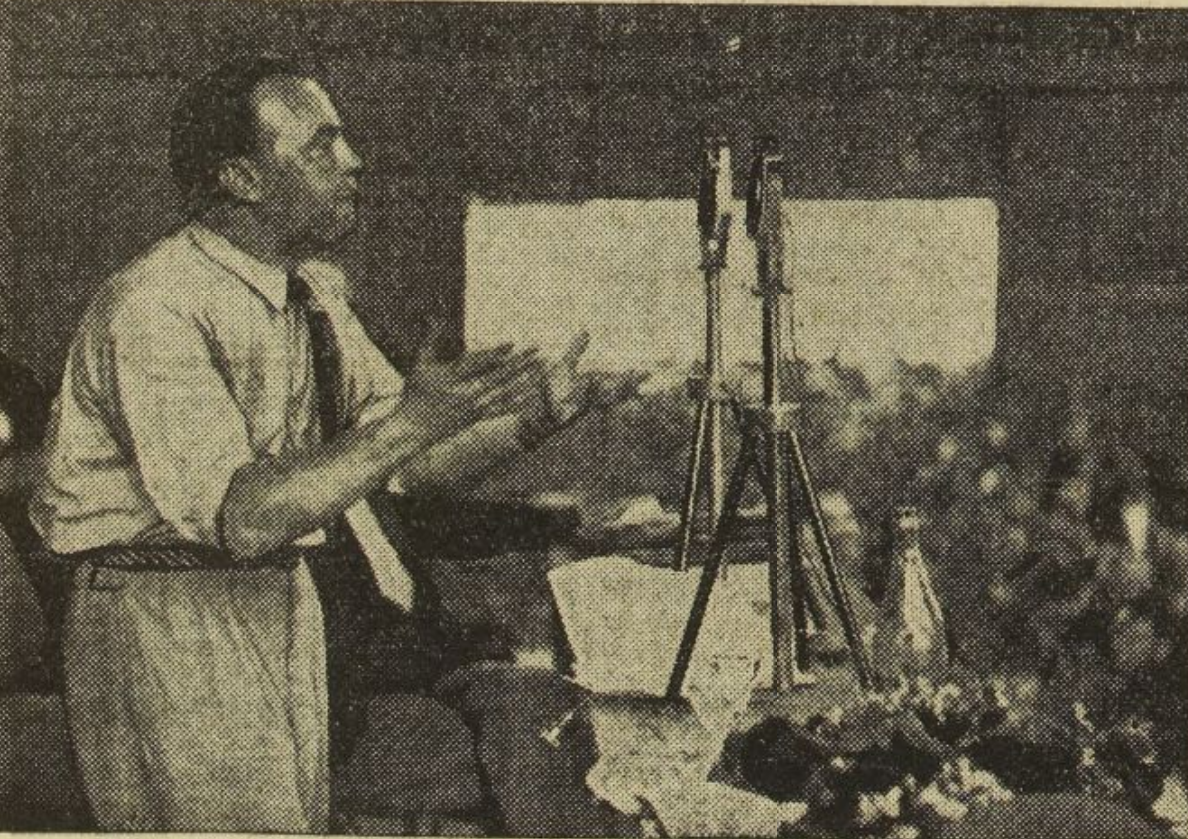
Henri Dorgères, secrétaire général des comités de défense paysanne dans l'Excelsior du 26 août 1935.

Fondateur en 1929 des Comités de défense paysanne, dits aussi « Chemises vertes » d'après la couleur de leur uniforme, il eut une certaine influence, surtout dans le nord et l'ouest de la France rurale d'avant-guerre. Il réclamait un État autoritaire et corporatiste dans les années 1930 impliquant le renversement de la République. En 1934, il déclare ainsi :

« Je crois au développement d'un mouvement de genre fasciste (...) Si vous saviez, paysans français, ce que Mussolini a fait pour les paysans italiens, vous demanderiez tous un Mussolini pour la France ? »

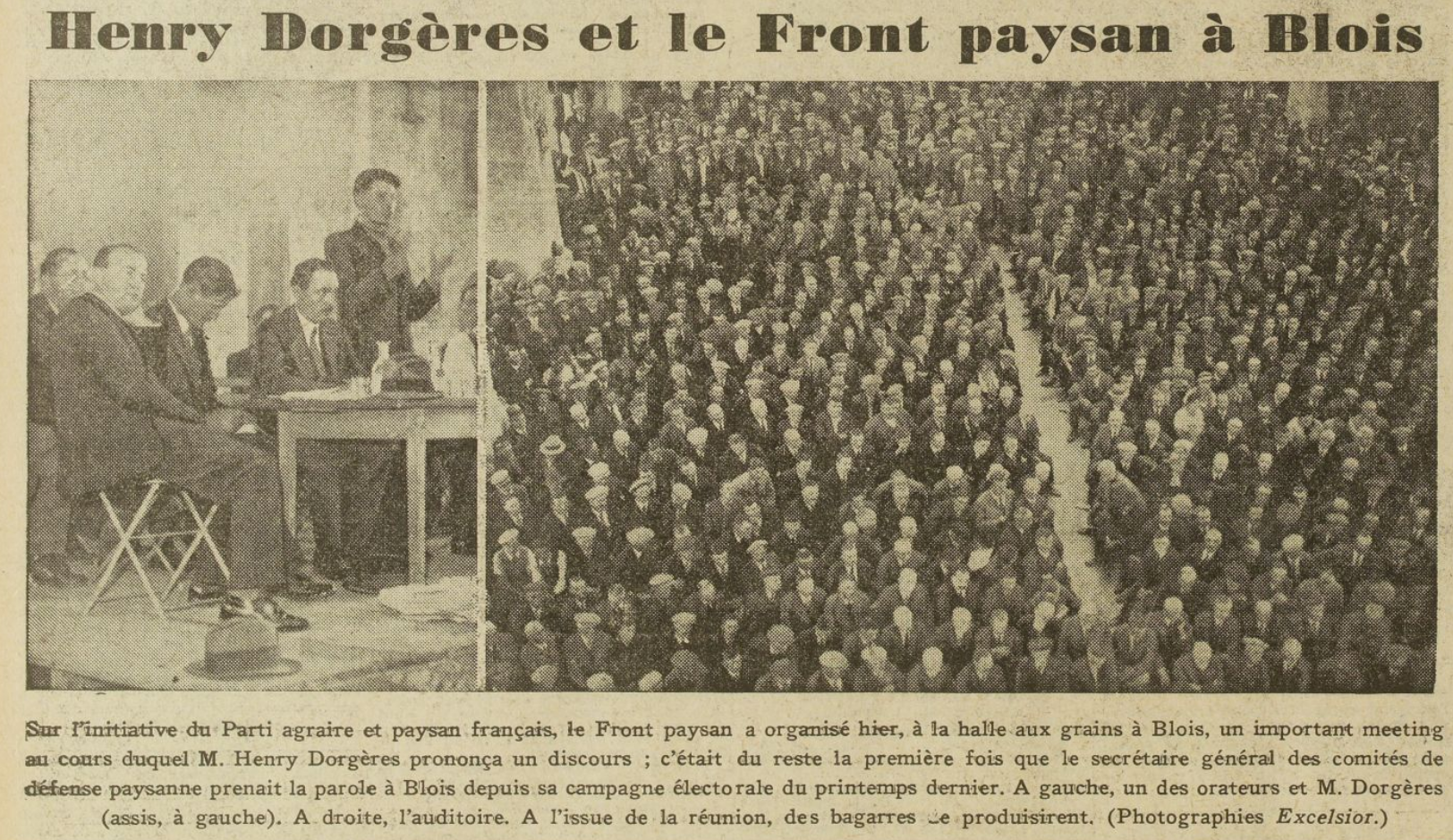
Henri Dorgères lors d'une réunion du Front paysan à la halle aux grains à Blois dans l'Excelsior du 23 septembre 1935.

Antisémite, Dorgères accuse souvent la famille Louis-Dreyfus d'importer illégalement du blé et de « casser » ainsi le marché. S'appuyant sur de nombreux journaux locaux et nationaux, son mouvement revendiquera jusqu’à 420 000 membres à la fin des années 1930. Le mouvement de Dorgères participe activement au « Front paysan » d'Edmond Jacquet et Jacques Le Roy Ladurie. Progressivement, autour du Progrès agricole, il organise plusieurs mouvements d'action paysanne. C'est d'abord le « Comité de défense paysanne contre les assurances sociales » créé en 1929 en Ille-et-Vilaine car opposé à la loi du 5 avril 1928, qui étendait le bénéfice des assurances sociales aux ouvriers agricoles. Suivront les mouvements du Front paysan en 1934, de Défense paysanne, des Jeunesses paysannes. En 1935, il est secrétaire général de la Ligue des paysans de France et l'année suivante, délégué à la propagande du Syndicat agricole de défense paysanne. Le 28 août 1935, l'avocat général au procès d'Henri Dorgères et du Front paysan à Rouen, Edmond Miniac, justifie les condamnations prononcées par le tribunal correctionnel le 11 juillet précédent et réclame une peine nouvelle contre André Bouton, responsable de la Fédération des contribuables de la Sarthe.

### Seconde Guerre mondiale
Fin 1939, il entre comme volontaire dans le corps franc du 15e régiment d'infanterie alpine, et combat en Alsace : il est nommé caporal, reçoit la croix de guerre et est titulaire d'une citation. Capturé par les Allemands à Saint-Valery-en-Caux, il s'enfuit en zone libre. Soutien de Pétain, il est nommé délégué général à l'organisation et à la propagande de la Corporation paysanne créée par Pierre Caziot le 21 janvier 1941. Il publie en 1943 Révolution paysanne, où se précisent déjà un certain nombre de thèmes préfigurant le poujadisme :  « Le fonctionnaire, voilà l’ennemi », et où est particulièrement attaquée la figure de l'instituteur rural et de « l’école du déracinement ». Défenseur de la petite ferme, il s'éloigne peu à peu de la Corporation, dominée par les grands propriétaires. Cet engagement ne l'empêche nullement d'aider les prisonniers évadés et les résistants poursuivis : « Pendant l'Occupation, il a délivré des centaines de fausses cartes à des prisonniers évadés ou à des personnes poursuivies par les occupants. Et, souvent, c'est personnellement qu'il leur a fait franchir la ligne de démarcation ».
Ses organisations de base se trouvèrent à l’origine de la Corporation paysanne de Vichy dont il obtint le grade de général. Il fut décoré de la Francisque par le maréchal Pétain. Henri Dorgères est arrêté par les Alliés en août 1944 et emprisonné à Paris. Condamné à dix ans d'indignité nationale, il est amnistié pour services rendus à la Résistance et libéré le 26 avril 1946. Toutefois, un arrêté ministériel de juin 1945 l'exclut pour cinq ans de toute participation à des organismes agricoles.

### Après 1945: Fondation du Rassemblement paysan
Il est député d'Ille-et-Vilaine à l'Assemblée nationale de 1956 à 1958 sur les listes poujadistes d'Union pour le salut de la patrie.
Il s'oppose à la ratification des traités instituant la Communauté économique européenne (CEE) et Euratom et s'abstient lors du vote du 19 juillet 1957 sur la prorogation des pouvoirs spéciaux en Algérie, mais se prononce contre la loi-cadre sur l'Algérie, puis ce projet amendé par Félix Gaillard. Il est l'un des trois députés à ne pas prendre part au scrutin du 27 mai 1958 sur la révision constitutionnelle. S'il vote le 1er juin la confiance au général de Gaulle, il est l'un des deux seuls députés à s'abstenir volontairement lors du vote du 2 juin sur les pleins pouvoirs, mais il soutient la révision constitutionnelle. Se rapprochant de Pierre Poujade, Henri Dorgères crée le Rassemblement paysan, en 1957, avec ce dernier et Paul Antier. Il fut inculpé par la justice française en tout 69 fois. Il collabore au journal La Révolution Syndicaliste, organe du Parti national-syndicaliste français.

## Pensée et thèses du dorgérisme
L'historien américain Robert Paxton parle du dorgérisme comme d'un mouvement important dans l’histoire contemporaine des campagnes françaises. Posant la question de la place des paysans dans une société profondément ébranlée par la Grande Guerre. Henri Dorgères réussit à capter et amplifier la colère de nombreux paysans français au moment où la crise agricole vient remettre en cause des aspirations socio-économiques que le contexte de l’après-guerre avait fait émerger. Fondateur d’une geste protestataire qui ébranle, pendant un temps, l’idée d’une stabilité intrinsèque du monde rural gage de solidité du régime, l'action de Dorgères atteste que le postulat agrarien de l’unité paysanne peut nourrir une contestation virulente du modèle républicain.